# Афанасьев, Василий Николаевич
Василий Николаевич Афанасьев (1923—1983) — советский лётчик штурмовой авиации в Великой Отечественной войне, Герой Советского Союза (27.06.1945). Полковник.

## Биография
Родился 13 июня 1923 года в городе Тамбове Тамбовской губернии в семье рабочего. Русский.
С 1930 года учился в школе села Покрово-Пригородное Центрально-Чернозёмной области (ныне Тамбовской области), с 1934 года — в лицее № 21 города Тамбова, где окончил 10 классов. Также занимался в Тамбовском аэроклубе.
В октябре 1940 года был призван в Красную Армию. В июле 1942 года окончил Балашовскую военную авиационную школу пилотов. Служил в запасном авиационном полку Приволжского военного округа.
На фронтах Великой Отечественной войны с октября 1942 года. Воевал в 843-м штурмовом авиационном полку (с 1 марта 1943 года — 94-й гвардейский штурмовой авиационный полк) на Юго-Западном, 3-м и 1-м Украинском фронтах. Участвовал в Сталинградской битве, в наступлении на Среднем Дону, в Курской битве, в Донбасской, Нижнеднепровской, Львовско-Сандомирской, Висло-Одерской наступательных операциях. Был командиром звена и эскадрильи штурмовиков «Ил-2». С октября 1944 года — помощник командира полка по воздушно-стрелковой службе. Член ВКП(б) с 1943 года.
Помощник командира 94-го гвардейского штурмового авиационного полка 5-й гвардейской штурмовой авиационной дивизии 2-го гвардейского штурмового авиационного корпуса 2-й воздушной армии 1-го Украинского фронта гвардии капитан Василий Афанасьев к 23 марта 1945 года совершил 112 боевых вылетов, из числе которых 96 — на штурмовку наземных войск противника в качестве ведущего групп штурмовиков, а 18 — на разведку. Точными штурмовыми ударами лично уничтожил 23 танка, 32 автомашины, 10 орудий полевой артиллерии, 6 железнодорожных эшелонов, 2 паровоза. В воздушных боях в составе группы сбил 3 вражеских самолёта. Был дважды тяжело ранен в боевых вылетах, после выздоровления возвращался в полк.
За образцовое выполнение боевых заданий командования на фронте борьбы с германским фашизмом и проявленные при этом отвагу и геройство, Указом Президиума Верховного Совета СССР от 27 июня 1945 года гвардии капитану Афанасьеву Василию Николаевичу присвоено звание Героя Советского Союза с вручением ордена Ленина и медали «Золотая Звезда» (№ 7657).
К 9 мая 1945 года выполнил 133 боевых вылета.
После Победы В. Н. Афанасьев продолжал службу в ВВС. Был заместителем командира по лётной подготовке в/ч 22515 и заместителем начальника штаба в/ч 71592. В 1959 году окончил Высшие академические курсы при Военной командной академии противовоздушной обороны. Служил в частях Сибирского военного округа в Новосибирске.
С июня 1964 года полковник В. Н. Афанасьев — в запасе. Жил в городе Воронеже. Работал на одном из крупных промышленных предприятий города.
Умер 22 ноября 1983 года. Похоронен в Воронеже на Юго-Западном кладбище.

## Награды
- Герой Советского Союза (27.06.1945)
- два ордена Ленина (27.06.1945, 22.02.1957)
- два ордена Красного Знамени (30.07.1943, 8.03.1945)
- орден Отечественной войны II степени (25.10.1943)
- три ордена Красной Звезды (8.01.1943, 29.04.1954, 30.12.1956)
- медаль «За боевые заслуги» (19.11.1951)
- медаль «За оборону Сталинграда»
- медаль «За освобождение Праги»
- медаль «За взятие Берлина»
- другие медали

## Память

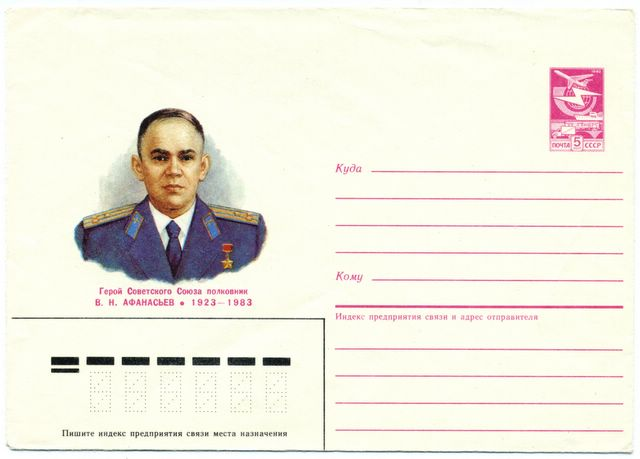
Почтовый конверт СССР

- На здании бывшей сельской школы села Покрово-Пригородное Тамбовской области, где начинал учиться лётчик, в 2005 году была открыта мемориальная доска в честь Героя[2].
- Ещё одна мемориальная доска установлена в Воронеже на доме, в котором жил Афанасьев.
- В честь В. Н. Афанасьева в 1983 году был выпущен почтовый конверт СССР.[3]
- В лицее № 21 города Тамбова создан музей, посвящённый В. Н. Афанасьеву[4], на здании лицея установлена мемориальная доска в его честь.